# 田辺秀樹
田辺 秀樹（たなべ ひでき、1948年8月10日 - ）は、日本の音楽学・ドイツ文学者。一橋大学名誉教授。

## 略歴
東京生まれ。1972年東京大学文学部独文科卒、同大学院修士課程修了。
ボン大学に学び、ドイツ、オーストリア各地でオペラやコンサートに通う。
帰国後、一橋大学助教授、同言語社会研究科教授（ドイツ語・音楽文化論担当）、2012年定年退官、名誉教授。
主要な研究対象はモーツァルト、ドイツ語圏の歌曲、歌劇、芸能など。オペラ、コンサートの解説などで幅広く活動の傍ら、「酒席ピアニスト」としても活躍。

## 著書
- 『モーツァルト』（新潮文庫、カラー版作曲家の生涯） 1984
- 『モーツァルト16の扉』（小学館） 1995
- 『やさしく歌えるドイツ語のうた 歌の翼にドイツ語のせて!』（日本放送出版協会） 2006

## 翻訳
- 『遺された断想(1876～79年末) 』（手塚耕哉共訳、白水社、ニーチェ全集 第1期 第8巻） 1981
- 『キャバレーの文化史 Ⅰ』（ハインツ・グロイル、平井正共訳、ありな書房） 1983
- 『グルダの真実 クルト・ホーフマンとの対話』（フリードリヒ・グルダ、洋泉社） 1993、のちちくま学芸文庫 2023
- 『ばらの騎士』（リヒャルト・シュトラウス音楽、フーゴー・フォン・ホーフマンスタール台本、音楽之友社、オペラ対訳ライブラリー） 2001
- 『モーツァルトとの対話24景』（ウルス・フラウヒガー、白水社） 2001
- 『こうもり』（ヨハン・シュトラウス2世作曲、音楽之友社、オペラ対訳ライブラリー） 2015

## 論文
- <田辺秀樹